# Schiltacher Steige

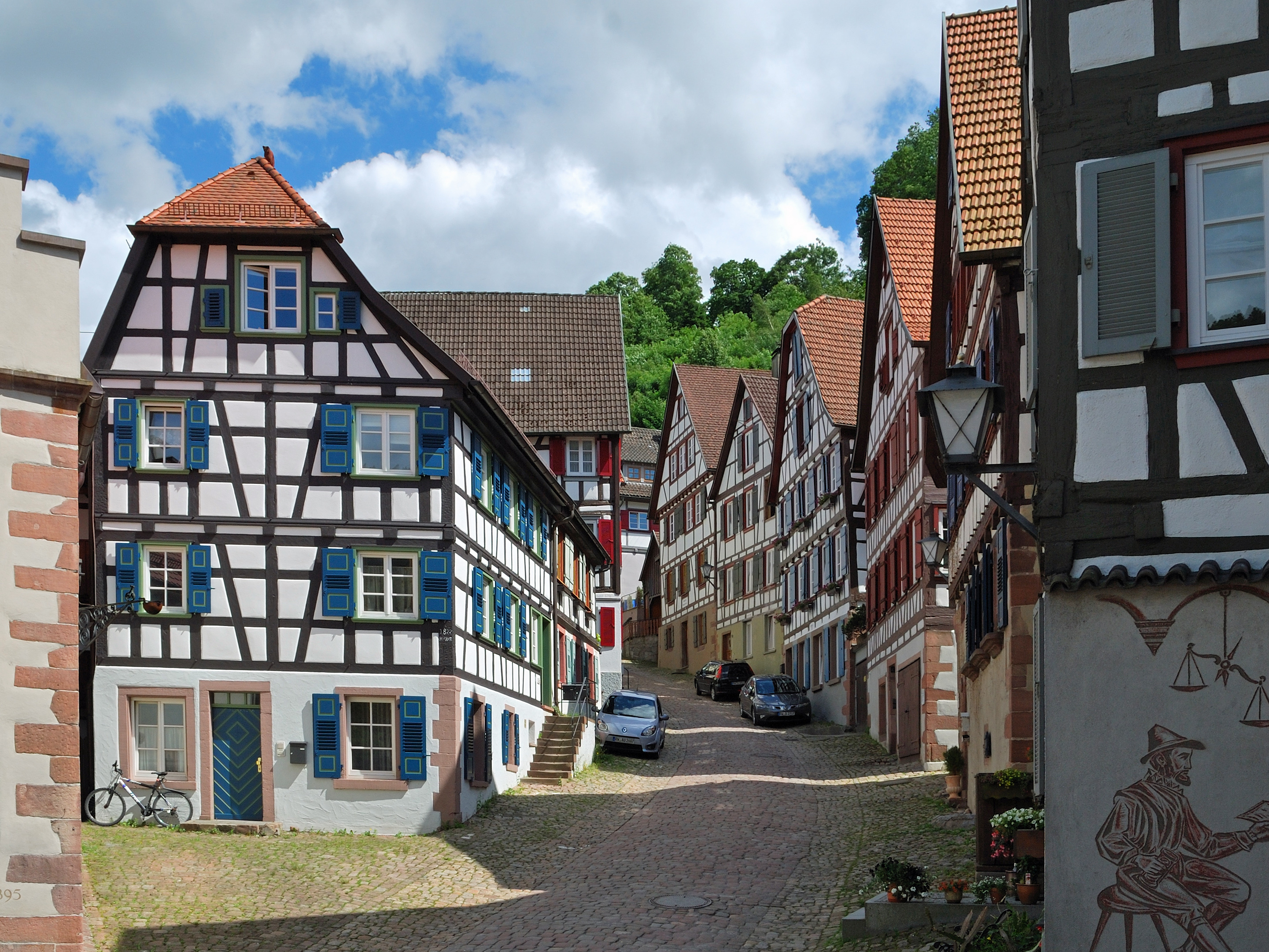
Beginn der Schiltacher Steige in der Schlossbergstraße in Schiltach

Die Schiltacher Steige ist die steilste Stelle der historischen Querverbindung durch das Kinzigtal von Offenburg her kommend nach Rottweil im Schwarzwald im heutigen Baden-Württemberg. Von Schiltach aus östlich gesehen musste sie auf relativ kurzer Distanz 400 Höhenmeter überwinden.

## Geschichte der Straße
Bereits zur Römerzeit im Jahr 73 n. Chr. wurde unter dem römischen Kaiser Flavius Vespanianus
eine Straße gebaut als Verbindung vom Lager Argentorate (heute Straßburg) nach Arae Flaviae (das römische Rottweil). Die Straße verlief vom Kinzigtal aus hinter Schiltach über das Kaibachtal zum Brandsteig, dort bestand eine römische Station. Sie führte dann weiter zum Kastell Waldmössingen.
Diese Straße wurde militärisch genutzt, bis die Alemannen um das Jahr 235 gegen den Limes stürmten.
Nachdem das römische Reich die rechtsrheinischen Gebiete verloren hatte, geriet die Straße nach 260 wohl immer mehr in Vergessenheit und zerfiel mit der Zeit.
Mit den Karolingern gewann das Kinzigtal als Verkehrsweg wieder an Bedeutung. Die mittelalterliche Besiedlung der Gegend um Schiltach erfolgte von Osten her durch die Zähringer. Selbige hatten selbstverständlich ein Interesse daran, ihre Besitztümer östlich und westlich des Schwarzwaldes miteinander zu verbinden und dadurch den Schwarzwald möglichst zu beherrschen.
Mögliche Endpunkte im Zähringerbesitz waren wohl die Villa Rotwilo (um 1100) und das castrum offenburc (1148). Der Rottweiler Königsgutbezirk stand unter Zähringer Vogtsgewalt. Von hier aus wurde schließlich das Kinzigtal erschlossen.
Die Reichsabtei St. Gallen hatte außerdem am oberen Neckar ihre Besitzungen, sie besaß auch die Mönchs-„Celle“ im Kinzigtal, das heutige Schenkenzell. 1128 wird erstmals ein Zähringer als Besitzer dieser Celle genannt.
An dieser mittelalterlichen Steigenstraße wurde um oder schon vor dem 12. Jahrhundert die Willenburg erbaut. Die Zähringer wurden unter anderem von den Herzögen von Teck und den Vorfahren der heutigen Fürsten von Fürstenberg in dieser Kinzigtalgegend beerbt.
Spätestens mit den Herzögen von Teck, die um 1250 Schiltach als befestigte Stadtanlage und die Burg Schiltach erbauten, wird der Anstieg der Steigstraße bzw. auch Rottweiler Straße genannten mittelalterlichen Straße in die Stadt Schiltach verlegt und verläuft über den Schiltacher Marktplatz.
Dort hat es alle nötigen Versorger am Wegesrand vor Ort wie Wagner, Schmied, Metzger, Gasthäuser und Schuhmacher.
Bereits 1386 findet die Schiltacher Steige als eine der wenigen Schwarzwaldquerverbindungen Erwähnung und genießt überregionale Bedeutung.
Wie aus dem Lagerbuch von 1591 von Lehengericht zu entnehmen ist, führte die Schiltacher Steige durchgehend auf dem ehemaligen Gebiet der Herzöge von Teck, später württembergischem Gebiet, entlang, bog also in der Nähe des heutigen Schwenkenhofes, wo man die erste Höhe erreicht hat, südlich der Willenburg ab und führte von dort durch auf einem heute noch bestehenden Fußweges über eine Stelle, die heute noch „Hinter dem Ofen“ genannt wird. Eine andere Wegführung wäre nicht denkbar gewesen, z. B. der heutige Verlauf der Straße, denn nördlich der Willenburg wäre die Straße in fürstenbergisches Gebiet (heutige Gemarkung Schenkenzell) gekommen.
Es gibt keine Erwähnung davon, dass an dieser Steige irgendwo Zoll erhoben wurden, denn dies wäre ja dann der Fall gewesen. Es finden sich auf der mittelalterlichen Straße teilweise noch die Reste der alten Steinplatten mit Wagenspuren darin. 1655 wird dann von Johann Jakob Mentzger ein Zollhaus erwähnt. Dieses Zollhaus ist in der Karte eingezeichnet und ist das heute noch als Zollhaus bekannte Gebäude, wo die heutige Steigstraße auf die Straße zwischen Aichhalden und Rötenberg mündet. Seit wann die Straße dann nördlich der Willenburg weiterverlief und seit wann das Zollhaus als solches seine Funktion übernommen hat, ist nicht bekannt.
Vom 23. August 1700 gibt es in dem Lehengerichter Lagerbuch von 1591 einen Nachtrag, der die Straße als alte Straße bezeichnet.
Demnach hatte die Straße ausgedient.

### Heute
Der untere Teil der alten Straße dient heute noch als Gemeindeverbindungsstraße, im oberen Teil, nach dem Schwenkenhof, wird die Straße zum Wanderweg.
Im Bereich hinter dem Ofen sind heute noch über die Zeit eingeritzte Wagenspuren im Felsen am Boden erkennbar. Durch die Waldbewirtschaftung in diesem Bereich werden diese Zeugnisse aber immer weiter zerstört.

### Quelle
- http://www.geschichte-schiltach.de/themen/aufsaetze/steige/steige.html#x1-50004%29

Koordinaten: 48° 17′ 23,7″ N, 8° 20′ 37,4″ O